# Соколы Леванта
Со́колы Лева́нта (араб. لواء صقور الشام‎, англ. Liwa Suqour Jabal) — вооружённая исламистская повстанческая группировка, существующая с 2011 года. Участвует в гражданской войне в Сирии как против правительственных войск Башара Асада, так и против боевиков террористической организации «Исламское государство» (ИГ). Основатель группировки — Ахмед Абу Исса. Являлась подразделением организации «Исламский фронт» (ИФ), ранее входила в состав «Свободной сирийской армии» (ССА) и «Исламского фронта освобождения Сирии» (ИФОС). Действовала преимущественно на территории провинций Идлиб и Алеппо. В марте 2015 года объединилась с другой исламистской группировкой — «Ахрар аш-Шам».
Бойцы группировки прошли военную подготовку под руководством американских инструкторов в лагерях в Саудовской Аравии и Катаре в рамках американской программы борьбы с «Исламским государством» (ИГ). Принимала участие в отражении наступления ИГ на севере Сирии в районе турецкой границы.
В начале октября 2015 года силы группировки подверглись ударам российской авиации. В результате был разрушен склад боеприпасов в городе Алеппо.

## Предыстория
Группировка сформирована в сентябре 2011 года в городе Сарджех (провинция Идлиб, Сирия). Руководителем стал Ахмед Абу Исса. В состав нового формирования вошли как бывшие солдаты правительственной армии Башара Асада, так и местные добровольцы, присоединившиеся к восстанию против сирийского правительства. Группировка имела как военное, так и гражданское крыло. Гражданское подразделение находилось в подчинении Совета Шуры во главе с Ахмедом Абу Иссой и занималось поставками оружия и продовольствия для боевиков, вело пропагандистскую работу с населением. Военное крыло формально было независимым, но при этом активно сотрудничала со своим гражданским руководством.
Первоначально группировка позиционировала себя как подразделение «Свободной сирийской армии» (ССА) и признавала Сирийский национальный совет (СНС) в качестве «руководящего органа сирийской революции», однако отказывалась непосредственно ему подчиняться. В сентябре 2013 года «Соколы Леванта» (а также ряд других повстанческих группировок) отказались от сотрудничества с СНС, а в декабре того же года — вышли из состава ССА.
Позиции группировки существенно ослабли, после начала открытого противостояния между различными фракциями повстанцев. Так в феврале 2014 года в результате нападения боевиков ИГИЛ был убит полевой командир боевиков — Мохаммед аль-Дик, известный также под псевдонимом Абу Хусейн.

## Деятельность
«Соколы Леванта» стали играть заметную роль в конфликте после того, как к ним присоединились другие повстанческие отряды, действовавшие в провинциях Идлиб и Алеппо. Несмотря на то, что эти повстанцы признавали руководство группировки, контролировать их действия было крайне сложно — к июню 2013 года в её составе находилось около 17 подразделений. Начиная с момента своего создания группировка неоднократно совершала вылазки против сирийских силовиков. С помощью заминированных автомобилей боевики осуществили ряд терактов на правительственных КПП. Автомобилем управляли пленники, а сам взрыв осуществлялся дистанционно. Сообщений об использовании группировкой террористов-смертников не поступало до июля 2012 года.

## Идеология
«Соколы Леванта» являлась наиболее радикальной из исламистских группировок, входивших в состав «Свободной сирийской армии» (ССА) и «Исламского фронта освобождения Сирии» (ИФОС). После разрыва отношений с этими фракциями и присоединения в ноябре 2013 года к «Исламскому фронту» (ИФ), группировка отказалась от идей секуляризации и представительной демократии. Вместо её члены высказали намерение создать на территории Сирии исламское государство, построенное на законах шариата.